# کران (سیرجان)
کران روستایی در دهستان سعادت‌آباد بخش پاریز شهرستان سیرجان استان کرمان ایران است.

## جمعیت
بر پایه سرشماری عمومی نفوس و مسکن در سال ۱۳۹۵ جمعیت این مکان ۵۳۳ نفر (۱۸۳خانوار) بوده‌است.